# Christian-Doppler-Preis
Der Christian-Doppler-Preis ist eine von der Landesregierung Salzburg vergebene Auszeichnung zur Förderung naturwissenschaftlicher Arbeiten oder Erfindungen. Benannt ist der Preis nach dem in Salzburg geborenen Mathematiker und Physiker Christian Doppler (1803–1853).

## Der Preis
Der Preis wird seit 1972 alle zwei Jahre vergeben. Im Jahr 2015 beträgt das gesamte Preisgeld 12.000 Euro, wobei vier Preise mit einer Dotierung von je 3.000 Euro in den Kategorien
- Anwendungen des Doppler-Prinzips, Technische Wissenschaften, Informatik, Mathematik und Physik
- Geowissenschaften, Materialwissenschaften und Chemie
- Molekulare Biowissenschaften und Neurowissenschaften
- Zellbiologie und Organismische Biologie

vergeben werden. Diese Preise werden auf Grund einer persönlichen Bewerbung an Personen unter 40 Jahren verliehen, welche im Bundesland Salzburg geboren wurden oder dort ihren Hauptwohnsitzen haben, ihren Universitätsabschluss an der Universität Salzburg abgelegt haben oder deren Arbeit einen Bezug zum Bundesland Salzburg hat.

## Preisträger (Auswahl)
- 1976: Winfried Bernward Müller[4]
- 1980: Wilhelm Foissner
- 1985: Kurt Kotrschal[5][6]
- 1988: Gerhard Larcher
- 1995: Claire Gmachl[7]
- 1997:
  - Johannes Flöckner und Michael Meyer (Biowissenschaften)
  - Andreas Magauer (Technische Wissenschaften einschließlich Umweltschutz)
  - Wolfgang Schmid (Chemie, Mathematik und Physik)
  - Robert Marschallinger (Geowissenschaften)[8]
- 1999:
  - Angelika Götzl (Technische Wissenschaften einschließlich Umweltschutz)
  - Erika Inge Hausenblas (Chemie, Mathematik und Physik)
  - Konrad Steiner und Thomas Schell (Geowissenschaften)
  - Gernot Achatz und Martin Simon Luger (Biowissenschaften)[9]
- 2001:
  - Bernhard Seiwald (Chemie, Mathematik und Physik)
  - Waltraud Winkler (Geowissenschaften)
  - Günter Lepperdinger, Harald Esterbauer, Robert Lindner (Biowissenschaften)[10]
- 2003:
  - Bernhard Lendl (Sparte Technische Wissenschaften einschließlich Umweltschutz)[11]
  - Andreas Uhl (Sparte Chemie, Mathematik und Physik)
  - Wolfgang Dämon und Thomas Felder (Biowissenschaften)[12]
- 2005:
  - Stefan Obermair (Sparte Anwendung des Doppler-Prinzips)
  - Alexander Petutschnig (Technische Wissenschaften einschließlich Umweltschutz)
  - Bernhard Krön (Chemie, Mathematik und Physik)
  - Erwin Krenn (Geowissenschaften)
  - Fritz Aberger (Biowissenschaften)[13]
- 2007:
  - Georg Schitter (Sparte Technische Wissenschaften einschließlich Umweltschutz)
  - Peter Kritzer (Chemie, Mathematik und Physik)
  - Günther Redhammer (Geowissenschaften)
  - Richard Weiß, Peter Steinbacher und Claudia-Nicole Meisner (Biowissenschaften)[2]
- 2009:
  - Rupert Ursin (Sparte Chemie, Mathematik und Physik)
  - Christian Maurer (Technische Wissenschaften einschließlich Umweltschutz)
  - Alexandra Tieber (Geowissenschaften)
  - Melanie I. Stefan (Biowissenschaften)[3]
- 2011:
  - Gunther Leobacher (Technische Wissenschaften, Mathematik und Physik)
  - Ingrid Graz (Geowissenschaften, Materialwissenschaften, Chemie)
  - Michael Wallner (Molekulare Biologie)
  - Clemens Adolf Strohmaier (Organismische Biologie)[14][15]
- 2013:
  - Lisa Kaltenegger (Kategorie Anwendungen des Doppler-Prinzips, Technische Wissenschaften, Mathematik und Physik)
  - Dirk Tiede (Sparte Geowissenschaften, Materialwissenschaften und Chemie)
  - Iris Gratz (Molekulare Biologie)
  - Veronika Sander (Organismische Biologie)[16][17]
- 2015:[18]
  - Roland Bliem (Kategorie Anwendungen des Doppler-Prinzips, Technische Wissenschaften, Mathematik und Physik)
  - Daniel Rettenwander (Geowissenschaften, Materialwissenschaften und Chemie)
  - Theresa Thalhamer (Molekulare Biowissenschaften und Neurowissenschaften)
  - Matthias Schurz (Molekulare Biowissenschaften und Neurowissenschaften)
- 2017:[19]
  - Christian Prehal (Kategorie Anwendungen des Doppler-Prinzips, Technische Wissenschaften, Mathematik und Physik)
  - Robert R. Junker (Zellbiologie und Organismische Biologie)
  - Brigitta Elsässer (Molekulare Biowissenschaften und Neurowissenschaften)
  - Reinhard Wagner (Geowissenschaften, Materialwissenschaften und Chemie)
- 2019:[20]
  - Andreas Unterweger (Kategorie Anwendungen des Doppler-Prinzips, Technische Wissenschaften, Mathematik und Physik)
  - Marlena Teresa Beyreis (Zellbiologie und Organismische Biologie)
  - Mario Brameshuber (Molekulare Biowissenschaften und Neurowissenschaften)
  - Gilles R. Bourret (Geowissenschaften, Materialwissenschaften und Chemie)
- 2021:[21]
  - Matthias Sonnleitner (Kategorie Anwendungen des Doppler-Prinzips, Technische Wissenschaften, Mathematik und Physik)
  - Florian Putz (Zellbiologie und Organismische Biologie)
  - Monika Angerer und Christine Blume (Molekulare Biowissenschaften und Neurowissenschaften)
  - Philipp Steiner (Geowissenschaften, Materialwissenschaften und Chemie)
- 2023:[22]
  - Naian Liao (Universität Salzburg) in der Sparte „Anwendung des Doppler-Prinzips, Technische Wissenschaften, Mathematik und Physik“
  - Veronika Temml (Paracelsus Medizinische Privatuniversität) in der Sparte „Geowissenschaften, Materialwissenschaften und Chemie“
  - Nikolaus Fortelny (Universität Salzburg) und
  - Christine Deisl (Paracelsus Medizinische Privatuniversität), beide in der Sparte „Molekulare Biowissenschaften und Zellbiologie“
  - Mahdi Safdarian (Universitätsklinik für Neurologie) in der Sparte Neurowissenschaften